# 臺灣桃園地方檢察署辦公大樓
臺灣桃園地方檢察署辦公大樓，位於桃園市桃園區，於2016年12月21日竣工、2017年3月15日啟用，是臺灣桃園地方檢察署的辦公廳舍，將與臺灣桃園地方法院形成「司法園區」。

## 歷史

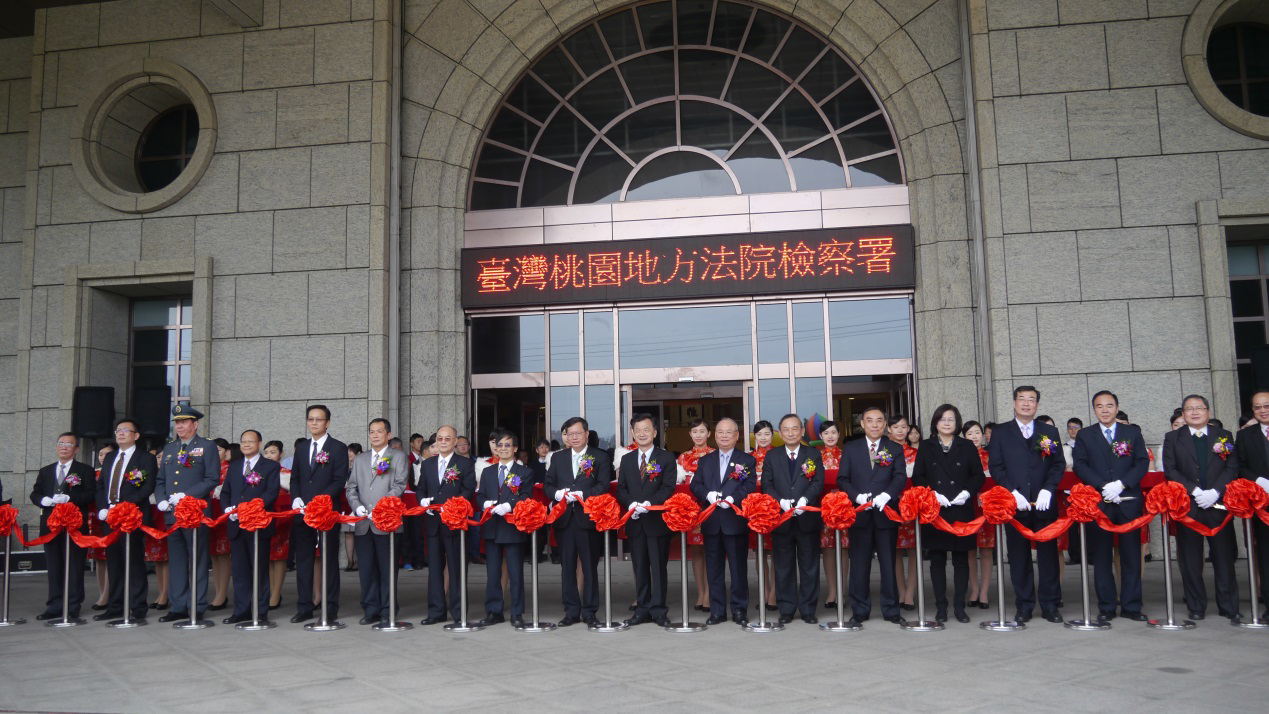
法務部長邱太三、最高法院檢察署檢察總長顏大和、桃園市長鄭文燦等人共同為臺灣桃園地方法院檢察署辦公大樓剪綵。

隨著桃園市高速發展，設籍人口大量增加，臺灣桃園地方法院檢察署於1973年啟用的兩層高、老舊辦公大樓已不堪負荷；為解決這樣的問題，在臺灣桃園地方法院檢察署的爭取下，行政院於2007年核定「臺灣桃園地方法院檢察署遷建辦公大樓計畫」，由臺灣桃園地方法院檢察署委託內政部營建署代辦，投入新台幣15.7億元遷建新辦公大樓。
而在內政部營建署的代辦下，2010年11月10日由泰有營造標得建築主體及植栽綠美化工程，並遴選建築師高世銘為工程進行規劃設計及監造，臺灣桃園地方法院檢察署的辦公大樓遷建工程於2011年4月29日動工、2014年底完工、2016年12月11日竣工，臺灣桃園地方法院檢察署並於2017年2月18日至2月28日間陸續遷入，並在法務部部長邱太三、最高法院檢察署檢察總長顏大和、桃園市市長鄭文燦、臺灣桃園地方法院檢察署檢察長彭坤業、法務部調查局局長蔡清祥的見證下，於2017年3月15日剪綵、揭碑，正式啟用。
在臺灣桃園地方法院檢察署辦公大樓的啟用後，臺灣桃園地方法院檢察署也將執行科、觀護人室等單位自桃園市桃園區成功路三段1號的第二辦公室遷回共同辦公。而臺灣桃園地方法院檢察署辦公大樓也因與未來的臺灣桃園地方法院辦公大樓比鄰，被合稱為「司法園區」。
另外，犯罪被害人保護協會桃園分會、桃園市榮譽觀護人協進會、臺灣更生保護會桃園分會等三機構亦設址於本大樓，桃園律師公會亦有駐點對律師提供服務及對民眾提供免費諮詢。

## 建築設計

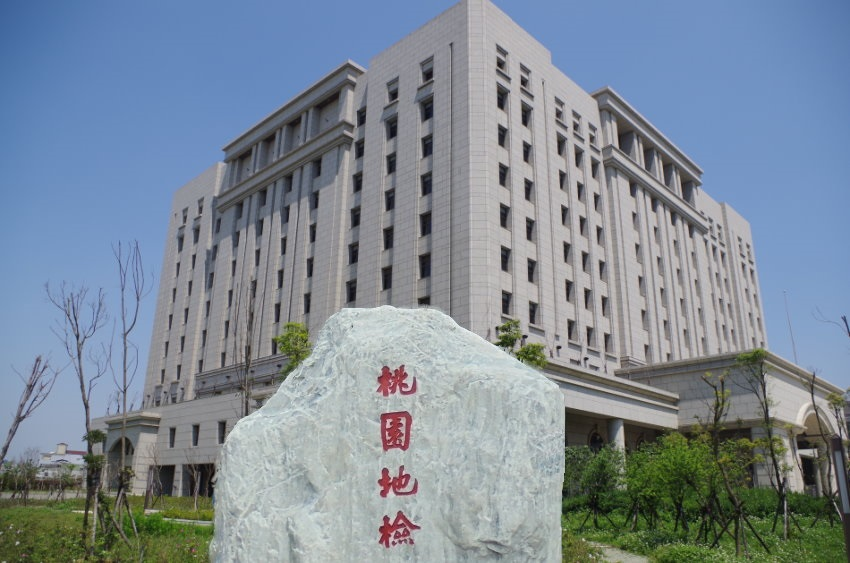
「鎮署之石」中「桃園地檢」與大樓的合影。

臺灣桃園地方法院檢察署辦公大樓由建築師高世銘所設計，作為地標性建築，臺灣桃園地方法院檢察署辦公大樓的設計著重於彰顯檢察機關特色與意象，門口設有一幅描繪石門水庫洩洪景象、由監獄收容人創作的台灣最大巨型沙畫，富有藝術氣息，並採取綠建築設計。大樓周邊除設有友善、安全的步行動線外，也設有公共藝術設施。

### 「鎮署之石」
臺灣桃園地方法院檢察署辦公大樓周邊置有兩顆「鎮署之石」，刻有「桃園地檢」、「惟明克允」等字。其中「惟明克允」一詞出自《尚書》，意指「唯有明察事物，才能公正地對待人事物，作出適切、允當的決定」。

## 設施配置
臺灣桃園地方法院檢察署辦公大樓是一棟地上10層、地下2層的建築，樓地板面積52,578平方公尺，能夠提供刑事偵查、執行、保護管束、贓物、檔案存放所需，內部並設有超過50座偵查庭。
一樓：為民服務中心（收文、收狀、證人及通譯日旅費領取、保證金發還、訴訟輔導、律師公會輪值免費法律諮詢、犯罪被害人保護協會志工櫃臺）、大門服務台、法警室（保釋、自行到案、假日及夜間收狀、大樓安全管制）、刑事報到處（開庭報到）、法治教育中心、執行科（罰金執行事項、入監執行報到、假釋報到）、郵局ATM、公用電話。
二樓：偵查庭、當事人休息室、個別諮商室、律師休息室、（檢察事務官）詢問室。
三樓：偵查庭、當事人休息室、律師休息室。
四至十樓、地下樓層：管制區。
戶外前：計程車排班區、公車站（168路，站名：台灣桃園地方檢察署/新地方法院）。
戶外後：洽公民眾汽機車停車場。